# Mont Hatsuka
Le mont Hatsuka (羽束山, Hatsuka-yama), ou mont Koge, est une montagne culminant à 524 m d'altitude à Sanda dans la préfecture de Hyōgo au Japon.
Le mont Hatsuka est un pic détaché des plateaux Tamba. Au sommet de la montagne se trouve le sanctuaire Hatsuka.

## Histoire
Cette montagne était l'un des sommets sur lesquels les moines adeptes du shugendō s'exerçaient aux pratiques ascétiques de leur foi. Au pied de la montagne se trouve le Koge-ji.